# Corvallis (Montana)
Corvallis – jednostka osadnicza w Stanach Zjednoczonych, w stanie Montana, w hrabstwie Ravalli.